# A Manchester City FC 2010–2011-es szezonja
A Manchester City a 2010–2011-es szezonban a Premier League-ben a 3. helyen végzett a bajnok Manchester United és a Chelsea mögött. Az FA-kupát megnyerték, miután a döntőben 1–0-ra verték a Stoke City-t. A ligakupában a 3. körben estek ki a West Bromwich ellen. Az Európa-ligában az ukrán Dinamo Kijev ejtette ki a csapatot a nyolcaddöntőben.

## Mezek
| Hazai | Vendég | 3. számú | Kapus | Kapus | Kapus |

## Játékosok

### Felnőtt keret
A szezon közben a felnőtt csapat tétmérkőzésein pályára léptek.
| #  |     | Poszt | Név                   |
| -- | --- | ----- | --------------------- |
| 1  | IRL | K     | Shay Given            |
| 2  | ENG | V     | Micah Richards        |
| 3  | ENG | V     | Wayne Bridge          |
| 4  | BEL | V     | Vincent Kompany       |
| 5  | ARG | V     | Pablo Zabaleta        |
| 6  | ENG | KP    | Michael Johnson       |
| 7  | ENG | KP    | James Milner          |
| 8  | ENG | KP    | Shaun Wright-Phillips |
| 9  | TOG | CS    | Emmanuel Adebayor     |
| 10 | BIH | CS    | Edin Džeko            |
| 11 | ENG | KP    | Adam Johnson          |
| 13 | SER | V     | Aleksandar Kolarov    |
| 14 | PAR | CS    | Roque Santa Cruz      |
| 17 | GER | V     | Jérôme Boateng        |
| 18 | ENG | KP    | Gareth Barry          |
| 19 | ENG | V     | Joleon Lescott        |
| 21 | ESP | KP    | David Silva           |
| 22 | IRL | V     | Greg Cunningham       |

| #  |     | Poszt | Név                   |
| -- | --- | ----- | --------------------- |
| 24 | FRA | KP    | Patrick Vieira        |
| 25 | ENG | K     | Joe Hart              |
| 27 | BRA | CS    | Jô                    |
| 28 | CIV | V     | Kolo Touré            |
| 32 | ARG | CS    | Carlos Tévez          |
| 34 | NED | KP    | Nigel de Jong         |
| 36 | ENG | V     | Javan Vidal           |
| 38 | BEL | V     | Dedryck Boyata        |
| 41 | ENG | V     | Ben Mee               |
| 42 | CIV | KP    | Yaya Touré            |
| 43 | ENG | CS    | Alex Tchuimeni-Nimely |
| 45 | ITA | CS    | Mario Balotelli       |
| 50 | NOR | KP    | Abdisalam Ibrahim     |
| 53 | ENG | KP    | Chris Chantler        |
| 54 | NIR | V     | Ryan McGivern         |
| 60 | SWE | CS    | John Guidetti         |
| 62 | CIV | KP    | Abdul Razak           |

### Átigazolások

#### Érkezők
| Dátum       | Játékos            | Nemzetiség        | Poszt       | Honnan         | Átigazolási összeg     |
| ----------- | ------------------ | ----------------- | ----------- | -------------- | ---------------------- |
| 2010.07.01. | Jérôme Boateng     | német             | hátvéd      | Hamburg        | £ 10 000 000           |
| 2010.07.02. | Yaya Touré         | elefántcsontparti | középpályás | Barcelona      | £ 24 000 000           |
| 2010.07.14. | David Silva        | spanyol           | középpályás | Valencia       | £ 24 000 000           |
| 2010.07.24. | Aleksandar Kolarov | szerb             | hátvéd      | Lazio          | £ 16 000 000           |
| 2010.08.13. | Mario Balotelli    | angol             | csatár      | Internazionale | £ 24 000 000           |
| 2010.08.18. | James Milner       | angol             | középpályás | Aston Villa    | £ 18 000 000 + Ireland |
| 2011.01.07. | Edin Džeko         | bosnyák           | csatár      | Wolfsburg      | £ 27 000 000           |

#### Távozók
| Dátum       | Játékos           | Nemzetiség | Poszt       | Hova             | Átigazolási összeg |
| ----------- | ----------------- | ---------- | ----------- | ---------------- | ------------------ |
| 2010.06.08. | Benjani Mwaruwari | zimbabwei  | csatár      | Blackburn Rovers | ingyen             |
| 2010.06.22. | Martin Petrov     | bolgár     | középpályás | Bolton Wanderers | ingyen             |
| 2010.07.05. | Valeri Bozsinov   | bolgár     | csatár      | Parma            | £ 3 000 000        |
| 2010.07.29. | Sylvinho          | brazil     | hátvéd      | visszavonult     | visszavonult       |
| 2010.07.30. | Javier Garrido    | spanyol    | hátvéd      | Lazio            | £ 2 500 000        |
| 2010.08.18. | Stephen Ireland   | angol      | középpályás | Aston Villa      | játékoscsere       |
| 2010.08.31. | Robinho           | brazil     | csatár      | AC Milan         | £ 15 000 000       |
| 2011.01.19. | Kelvin Etuhu      | nigériai   | középpályás | szerződés lejárt | szerződés lejárt   |

#### Kölcsönbe adott játékosok
| No. |     | Poszt | Játékos                                                                 |
| --- | --- | ----- | ----------------------------------------------------------------------- |
|     | FRO | K     | Gunnar Nielsen (Tranmere Rovers, 2010. július 21.–2011. január 3.)      |
|     | ENG | V     | Nedum Onuoha (Sunderland, 2010. augusztus 11.–2011. május 31.)          |
|     | WAL | CS    | Craig Bellamy (Cardiff City, 2010. augusztus 17.–2011. május 31.)       |
|     | SVK | KP    | Vladimír Weiss (Rangers, 2010. augusztus 19.–2011. május 31.)           |
|     | ECU | CS    | Felipe Caicedo (Levante, 2010. augusztus 31.–2011. május 31.)           |
|     | IRL | V     | Greg Cunningham (Leicester City, 2010. október 21.–2011. január 1.)     |
|     | ENG | V     | Wayne Bridge (West Ham United, 2011. január 12.–2011. május 31.)        |
|     | PAR | CS    | Roque Santa Cruz (Blackburn Rovers, 2011. január 14.–2011. május 31.)   |
|     | NOR | KP    | Abdisalam Ibrahim (Scunthorpe United, 2011. január 14.–2011. május 31.) |
|     | ENG | V     | Javan Vidal (Chesterfield, 2011. január 20.–2011. február 26.)          |
|     | TOG | CS    | Emmanuel Adebayor (Real Madrid, 2011. január 26.–2011. május 31.)       |
|     | COL | K     | David González (Leeds United, 2011. január 31.–2011. május 31.)         |

## Mérkőzések

### Felkészülési mérkőzések
| 2010. július 18. |

| Portland Timbers | 0 – 3               | Manchester City                 |
| ---------------- | ------------------- | ------------------------------- |
|                  | (0 – 2) Jegyzőkönyv | 43' Ireland 44' Adebayor 68' Jô |

| Merlo Field, Portland Nézőszám: 5018 Játékvezető: Jair Marrufo (amerikai) |

| 2010. július 24. |

| Sporting CP     | 2 – 0               | Manchester City |
| --------------- | ------------------- | --------------- |
| Yannick 23' 39' | (2 – 0) Jegyzőkönyv |                 |

| Red Bull Arena, Harrison Nézőszám: 13 586 Játékvezető: Kevin Stott (amerikai) |

| 2010. július 25. |

| New York Red Bulls     | 2 – 1               | Manchester City |
| ---------------------- | ------------------- | --------------- |
| Kandji 7' Richards 70' | (1 – 0) Jegyzőkönyv | 55' Jô          |

| Red Bull Arena, Harrison Nézőszám: 23 228 Játékvezető: Michael Kennedy (amerikai) |

| 2010. július 29. |

| Club América              | 1 – 1               | Manchester City          |
| ------------------------- | ------------------- | ------------------------ |
| Esqueda 47'               | (0 – 1) Jegyzőkönyv | 36' Adebayor             |
| Büntetőpárbaj             |                     |                          |
| Pardo Mosquera Montenegro | 1 – 4               | Adebayor Jô Weiss Vieira |

| Georgia Dome, Atlanta Nézőszám: 33 721 Játékvezető: Mark Geiger (amerikai) |

| 2010. augusztus 1. |

| Internazionale                     | 3 – 0               | Manchester City |
| ---------------------------------- | ------------------- | --------------- |
| Obinna 39' Lescott 54' Biraghi 74' | (1 – 0) Jegyzőkönyv |                 |

| M&T Bank Stadium, Baltimore Nézőszám: 36 569 Játékvezető: Baldomero Toledo (amerikai) |

| 2010. augusztus 4. |

| Borussia Dortmund                                | 3 – 1               | Manchester City |
| ------------------------------------------------ | ------------------- | --------------- |
| Barrios 9' (11-esből) Kagava 50' Lewandowski 81' | (1 – 1) Jegyzőkönyv | Jô 11'          |

| Westfalenstadion, Dortmund Nézőszám: 31 200 Játékvezető: Guido Winkmann (német) |

| 2010. augusztus 7. |

| Manchester City  | 2 – 0               | Valencia |
| ---------------- | ------------------- | -------- |
| Barry 28' Jô 85' | (1 – 0) Jegyzőkönyv |          |

| City of Manchester Stadium, Manchester Nézőszám: 27 088 Játékvezető: Mark Clattenburg (angol) |

### Premier League
| 2010. augusztus 14. 13:45 (CEST) |

| Tottenham Hotspur | 0 – 0               | Manchester City |
| ----------------- | ------------------- | --------------- |
|                   | (0 – 0) Jegyzőkönyv |                 |

| White Hart Lane, London Nézőszám: 35 928 Játékvezető: Andre Marriner |

| 2010. augusztus 23. 21:00 (CEST) |

| Manchester City                    | 3 – 0               | Liverpool |
| ---------------------------------- | ------------------- | --------- |
| Barry 13' Tévez 52' 68' (11-esből) | (1 – 0) Jegyzőkönyv |           |

| City of Manchester Stadium, Manchester Nézőszám: 47 087 Játékvezető: Phil Dowd |

| 2010. augusztus 29. 16:00 (CEST) |

| Sunderland            | 1 – 0               | Manchester City |
| --------------------- | ------------------- | --------------- |
| Bent 90+4' (11-esből) | (0 – 0) Jegyzőkönyv |                 |

| Stadium of Light, Sunderland Nézőszám: 38 610 Játékvezető: Mike Dean |

| 2010. szeptember 11. 16:00 (CEST) |

| Manchester City | 1 – 1               | Blackburn Rovers |
| --------------- | ------------------- | ---------------- |
| Vieira 55'      | (0 – 1) Jegyzőkönyv | 25' Kalinić      |

| City of Manchester Stadium, Manchester Nézőszám: 44 246 Játékvezető: Mark Clattenburg |

| 2010. szeptember 19. 16:00 (CEST) |

| Wigan Athletic | 0 – 2               | Manchester City        |
| -------------- | ------------------- | ---------------------- |
|                | (0 – 1) Jegyzőkönyv | 43' Tévez 70' Y. Touré |

| DW Stadion, Wigan Nézőszám: 15 525 Játékvezető: Lee Probert |

| 2010. szeptember 25. 13:45 (CEST) |

| Manchester City | 1 – 0               | Chelsea |
| --------------- | ------------------- | ------- |
| Tévez 59'       | (0 – 0) Jegyzőkönyv |         |

| City of Manchester Stadium, Manchester Nézőszám: 47 203 Játékvezető: Andre Marriner |

| 2010. október 3. 14:30 (CEST) |

| Manchester City                  | 2 – 1               | Newcastle United |
| -------------------------------- | ------------------- | ---------------- |
| Tévez 18' (11-esből) Johnson 75' | (1 – 1) Jegyzőkönyv | 24' Gutiérrez    |

| City of Manchester Stadium, Manchester Nézőszám: 46 067 Játékvezető: Martin Atkinson |

| 2010. október 17. 17:00 (CEST) |

| Blackpool                          | 2 – 3               | Manchester City         |
| ---------------------------------- | ------------------- | ----------------------- |
| Harewood 78' Taylor-Fletcher 90+3' | (0 – 0) Jegyzőkönyv | 67' 79' Tévez 90' Silva |

| Bloomfield Road, Blackpool Nézőszám: 16 116 Játékvezető: Phil Dowd |

| 2010. október 24. 17:00 (CEST) |

| Manchester City | 0 – 3               | Arsenal                         |
| --------------- | ------------------- | ------------------------------- |
|                 | (0 – 1) Jegyzőkönyv | 20' Nasri 66' Song 88' Bendtner |

| City of Manchester Stadium, Manchester Nézőszám: 47 393 Játékvezető: Mark Clattenburg |

| 2010. október 30. 16:00 (CEST) |

| Wolverhampton Wanderers | 2 – 1               | Manchester City         |
| ----------------------- | ------------------- | ----------------------- |
| Milijaš 30' Edwards 57' | (1 – 1) Jegyzőkönyv | 23' (11-esből) Adebayor |

| Molineux, Wolverhampton Nézőszám: 25 971 Játékvezető: Mike Dean |

| 2010. november 7. 16:00 (CET) |

| West Bromwich Albion | 0 – 2               | Manchester City   |
| -------------------- | ------------------- | ----------------- |
|                      | (0 – 2) Jegyzőkönyv | 20' 26' Balotelli |

| The Hawthorns, West Bromwich Nézőszám: 23 013 Játékvezető: Lee Probert |

| 2010. november 10. 21:00 (CET) |

| Manchester City | 0 – 0               | Manchester United |
| --------------- | ------------------- | ----------------- |
|                 | (0 – 0) Jegyzőkönyv |                   |

| City of Manchester Stadium, Manchester Nézőszám: 47 210 Játékvezető: Chris Foy |

| 2010. november 13. 16:00 (CET) |

| Manchester City | 0 – 0               | Birmingham City |
| --------------- | ------------------- | --------------- |
|                 | (0 – 0) Jegyzőkönyv |                 |

| City of Manchester Stadium, Manchester Nézőszám: 44 321 Játékvezető: Mike Jones |

| 2010. november 21. 17:00 (CET) |

| Fulham   | 1 – 4               | Manchester City                        |
| -------- | ------------------- | -------------------------------------- |
| Gera 70' | (0 – 3) Jegyzőkönyv | 6' 56' Tévez 32' Zabaleta 35' Y. Touré |

| Craven Cottage, London Nézőszám: 25 694 Játékvezető: Lee Mason |

| 2010. november 27. 16:00 (CET) |

| Stoke City      | 1 – 1               | Manchester City |
| --------------- | ------------------- | --------------- |
| Etherington 90' | (0 – 0) Jegyzőkönyv | 81' Richards    |

| Britannia Stadion, Stoke-on-Trent Nézőszám: 27 405 Játékvezető: Peter Walton |

| 2010. december 4. 16:00 (CET) |

| Manchester City | 1 – 0               | Bolton Wanderers |
| --------------- | ------------------- | ---------------- |
| Tévez 4'        | (1 – 0) Jegyzőkönyv |                  |

| City of Manchester Stadium, Manchester Nézőszám: 46 860 Játékvezető: Andre Marriner |

| 2010. december 11. 16:00 (CET) |

| West Ham United | 1 – 3               | Manchester City                    |
| --------------- | ------------------- | ---------------------------------- |
| Tomkins 89'     | (0 – 1) Jegyzőkönyv | 30' Y. Touré 73' Green 81' Johnson |

| Boleyn Ground, London Nézőszám: 32 813 Játékvezető: Phil Dowd |

| 2010. december 20. 21:00 (CET) |

| Manchester City | 1 – 2               | Everton              |
| --------------- | ------------------- | -------------------- |
| Y. Touré 72'    | (0 – 2) Jegyzőkönyv | 4' Cahill 19' Baines |

| City of Manchester Stadium, Manchester Nézőszám: 45 028 Játékvezető: Peter Walton |

| 2010. december 26. 16:00 (CET) |

| Newcastle United | 1 – 3               | Manchester City                 |
| ---------------- | ------------------- | ------------------------------- |
| Carroll 72'      | (0 – 1) Jegyzőkönyv | 2' Barry 5' Tévez 81' Coloccini |

| St James’ Park, Newcastle upon Tyne Nézőszám: 51 635 Játékvezető: Chris Foy |

| 2010. december 28. 16:00 (CET) |

| Manchester City                                        | 4 – 0               | Aston Villa |
| ------------------------------------------------------ | ------------------- | ----------- |
| Balotelli 8' (11-esből) 27' 56' (11-esből) Lescott 13' | (3 – 0) Jegyzőkönyv |             |

| City of Manchester Stadium, Manchester Nézőszám: 46 716 Játékvezető: Michael Oliver |

| 2011. január 1. 16:00 (CET) |

| Manchester City | 1 – 0               | Blackpool |
| --------------- | ------------------- | --------- |
| Johnson 34'     | (1 – 0) Jegyzőkönyv |           |

| City of Manchester Stadium, Manchester Nézőszám: 47 296 Játékvezető: Mark Clattenburg |

| 2011. január 5. 16:00 (CET) |

| Arsenal | 0 – 0               | Manchester City |
| ------- | ------------------- | --------------- |
|         | (0 – 0) Jegyzőkönyv |                 |

| Emirates Stadion, London Nézőszám: 60 085 Játékvezető: Mike Jones |

| 2011. január 15. 16:00 (CET) |

| Manchester City                         | 4 – 3               | Wolverhampton Wanderers                    |
| --------------------------------------- | ------------------- | ------------------------------------------ |
| K. Touré 40' Tévez 49' 66' Y. Touré 54' | (1 – 1) Jegyzőkönyv | 12' Milijaš 68' (11-esből) Doyle 86' Zubar |

| City of Manchester Stadium, Manchester Nézőszám: 46 672 Játékvezető: Lee Mason |

| 2011. január 22. 18:30 (CET) |

| Aston Villa | 1 – 0               | Manchester City |
| ----------- | ------------------- | --------------- |
| Bent 18'    | (1 – 0) Jegyzőkönyv |                 |

| Villa Park, Birmingham Nézőszám: 37 315 Játékvezető: Howard Webb |

| 2011. február 2. 20:45 (CET) |

| Birmingham City                  | 2 – 2               | Manchester City      |
| -------------------------------- | ------------------- | -------------------- |
| Žigić 23' Gardner 77' (11-esből) | (1 – 2) Jegyzőkönyv | 4' Tévez 41' Kolarov |

| St Andrew's, Birmingham Nézőszám: 24 379 Játékvezető: Kevin Friend |

| 2011. február 5. 16:00 (CET) |

| Manchester City                         | 3 – 0               | West Bromwich Albion |
| --------------------------------------- | ------------------- | -------------------- |
| Tévez 17' (11-esből) 22' 39' (11-esből) | (3 – 0) Jegyzőkönyv |                      |

| City of Manchester Stadium, Manchester Nézőszám: 46 846 Játékvezető: Martin Atkinson |

| 2011. február 12. 13:45 (CET) |

| Manchester United   | 2 – 1               | Manchester City |
| ------------------- | ------------------- | --------------- |
| Nani 41' Rooney 78' | (1 – 0) Jegyzőkönyv | 65' Silva       |

| Old Trafford, Manchester Nézőszám: 75 322 Játékvezető: Andre Marriner |

| 2011. február 27. 16:00 (CET) |

| Manchester City | 1 – 1               | Fulham   |
| --------------- | ------------------- | -------- |
| Balotelli 26'   | (1 – 0) Jegyzőkönyv | 48' Duff |

| City of Manchester Stadium, Manchester Nézőszám: 43 077 Játékvezető: Peter Walton |

| 2011. március 5. 18:30 (CET) |

| Manchester City | 1 – 0               | Wigan Athletic |
| --------------- | ------------------- | -------------- |
| Silva 38'       | (1 – 0) Jegyzőkönyv |                |

| City of Manchester Stadium, Manchester Nézőszám: 44 864 Játékvezető: Stuart Attwell |

| 2011. március 20. 17:00 (CET) |

| Chelsea              | 2 – 0               | Manchester City |
| -------------------- | ------------------- | --------------- |
| Luiz 79' Ramires 90' | (1 – 0) Jegyzőkönyv |                 |

| Stamford Bridge, London Nézőszám: 41 741 Játékvezető: Chris Foy |

| 2011. április 3. 17:00 (CEST) |

| Manchester City                                                   | 5 – 0               | Sunderland |
| ----------------------------------------------------------------- | ------------------- | ---------- |
| Johnson 9' Tévez 15' (11-esből) Silva 63' Vieira 67' Y. Touré 73' | (2 – 0) Jegyzőkönyv |            |

| City of Manchester Stadium, Manchester Nézőszám: 44 197 Játékvezető: Howard Webb |

| 2011. április 11. 21:00 (CEST) |

| Liverpool                 | 3 – 0               | Manchester City |
| ------------------------- | ------------------- | --------------- |
| Carroll 13' 35' Kuijt 34' | (3 – 0) Jegyzőkönyv |                 |

| Anfield, Liverpool Nézőszám: 44 776 Játékvezető: Mark Halsey |

| 2011. április 25. 21:00 (CEST) |

| Blackburn Rovers | 0 – 1               | Manchester City |
| ---------------- | ------------------- | --------------- |
|                  | (0 – 0) Jegyzőkönyv | 75' Džeko       |

| Ewood Park, Blackburn Nézőszám: 23 529 Játékvezető: Andre Marriner |

| 2011. május 1. 17:10 (CEST) |

| Manchester City          | 2 – 1               | West Ham United |
| ------------------------ | ------------------- | --------------- |
| de Jong 10' Zabaleta 15' | (2 – 1) Jegyzőkönyv | 33' Ba          |

| City of Manchester Stadium, Manchester Nézőszám: 44 511 Játékvezető: Howard Webb |

| 2011. május 7. 21:00 (CEST) |

| Everton              | 2 – 1               | Manchester City |
| -------------------- | ------------------- | --------------- |
| Distin 65' Osman 72' | (0 – 1) Jegyzőkönyv | 28' Y. Touré    |

| Goodison Park, Liverpool Nézőszám: 37 351 Játékvezető: Phil Dowd |

| 2011. május 10. 20:45 (CEST) |

| Manchester City | 1 – 0               | Tottenham Hotspur |
| --------------- | ------------------- | ----------------- |
| Crouch 30'      | (1 – 0) Jegyzőkönyv |                   |

| City of Manchester Stadium, Manchester Nézőszám: 47 029 Játékvezető: Mike Dean |

| 2011. május 17. 20:45 (CEST) |

| Manchester City           | 3 – 0               | Stoke City |
| ------------------------- | ------------------- | ---------- |
| Tévez 14' 65' Lescott 53' | (1 – 0) Jegyzőkönyv |            |

| City of Manchester Stadium, Manchester Nézőszám: 45 103 Játékvezető: Lee Probert |

| 2011. május 22. 17:00 (CEST) |

| Bolton Wanderers | 0 – 2               | Manchester City       |
| ---------------- | ------------------- | --------------------- |
|                  | (0 – 1) Jegyzőkönyv | 43' Lescott 62' Džeko |

| Reebook Stadium, Bolton Nézőszám: 26 285 Játékvezető: Chris Foy |

#### A bajnokság végeredménye
| #  | Csapat                | M  | GY | D  | V | G+ – G– | GK  | P  | Megjegyzések               |
| -- | --------------------- | -- | -- | -- | - | ------- | --- | -- | -------------------------- |
| 1. | Manchester United (B) | 38 | 23 | 11 | 4 | 78–37   | +41 | 80 | Bajnokok Ligája csoportkör |
| 2. | Chelsea               | 38 | 21 | 8  | 9 | 69–33   | +36 | 71 | Bajnokok Ligája csoportkör |
| 3. | Manchester City (KGY) | 38 | 21 | 8  | 9 | 60–33   | +27 | 71 | Bajnokok Ligája csoportkör |
| 4. | Arsenal               | 38 | 19 | 11 | 8 | 72–43   | +29 | 68 | Bajnokok Ligája rájátszás  |
| 5. | Tottenham Hotspur     | 38 | 16 | 14 | 8 | 55–46   | +9  | 62 | Európa Liga rájátszás      |

Utolsó frissítés: 2011. május 22. 
Forrás: Premier League 
A rangsorolás alapszabályai: 1. összpontszám, 2. egymás elleni eredmények összpontszáma, 3. gólkülönbség, 4. szerzett gólok száma.
(B): Bajnokcsapat, (K): Kieső csapat, (F): Feljutó csapat, (I): Kupainduló, (R): A rájátszás győztese, (KGY): Kupagyőztes

### FA-kupa
| 2011. január 9. 17:00 (CET) 3. kör |

| Leicester City    | 2 – 2               | Manchester City      |
| ----------------- | ------------------- | -------------------- |
| Bamba 1' King 64' | (1 – 2) Jegyzőkönyv | 23' Milner 45' Tévez |

| Walkers Stadium, Leicester Nézőszám: 31 200 Játékvezető: Mike Dean |

| 2011. január 18. 20:45 (CET) 3. kör újrajátszás |

| Manchester City                              | 4 – 2               | Leicester City                    |
| -------------------------------------------- | ------------------- | --------------------------------- |
| Tévez 15' Vieira 37' Johnson 38' Kolarov 90' | (3 – 1) Jegyzőkönyv | 19' (11-esből) Gallagher 83' Dyer |

| City of Manchester Stadium, Manchester Nézőszám: 27 755 Játékvezető: Mark Halsey |

| 2011. január 30. 15:00 (CET) 4. kör |

| Notts County | 1 – 1               | Manchester City |
| ------------ | ------------------- | --------------- |
| Bishop 59'   | (0 – 0) Jegyzőkönyv | 80' Džeko       |

| Meadow Lane, Nottingham Nézőszám: 16 587 Játékvezető: Chris Foy |

| 2011. február 20. 15:00 (CET) 4. kör újrajátszás |

| Manchester City                                   | 5 – 0               | Notts County |
| ------------------------------------------------- | ------------------- | ------------ |
| Vieira 37' 58' Tévez 84' Džeko 89' Richards 90+1' | (1 – 0) Jegyzőkönyv |              |

| City of Manchester Stadium, Manchester Nézőszám: 27 276 Játékvezető: Mike Jones |

| 2011. március 2. 20:45 (CET) 5. kör |

| Manchester City                  | 3 – 0               | Aston Villa |
| -------------------------------- | ------------------- | ----------- |
| Touré 5' Balotelli 25' Silva 70' | (2 – 0) Jegyzőkönyv |             |

| City of Manchester Stadium, Manchester Nézőszám: 25 570 Játékvezető: Mark Clattenburg |

| 2011. március 13. 17:45 (CET) 6. kör |

| Manchester City | 1 – 0               | Reading |
| --------------- | ------------------- | ------- |
| Richards 74'    | (0 – 0) Jegyzőkönyv |         |

| City of Manchester Stadium, Manchester Nézőszám: 41 150 Játékvezető: Lee Probert |

| 2011. április 16. 18:15 (CEST) Elődöntő |

| Manchester City | 1 – 0               | Manchester United |
| --------------- | ------------------- | ----------------- |
| Touré 52'       | (0 – 0) Jegyzőkönyv |                   |

| Wembley, London Játékvezető: Mike Dean |

| 2011. május 14. 16:00 (CEST) Döntő |

| Manchester City | 1 – 0               | Stoke City |
| --------------- | ------------------- | ---------- |
| Touré 74'       | (0 – 0) Jegyzőkönyv |            |

| Wembley, London Nézőszám: 88 643 Játékvezető: Martin Atkinson |

### Carling Cup
| 2010. szeptember 22. 21:00 (CET) 3. kör |

| West Bromwich Albion   | 2 – 1               | Manchester City |
| ---------------------- | ------------------- | --------------- |
| Zuiverloon 55' Cox 57' | (0 – 1) Jegyzőkönyv | 19' Jô          |

| The Hawthorns, West Bromwich Nézőszám: 10 418 Játékvezető: Neil Swarbrick |

### Európa-liga

#### Rájátszás
| 2010. augusztus 19. 21:00 CEST |

| Timișoara | 0 – 1               | Manchester City |
| --------- | ------------------- | --------------- |
|           | (0 – 0) Jegyzőkönyv | 72' Balotelli   |

| Stadionul Dan Păltinişanu, Temesvár Játékvezető: Florian Meyer (német) |

| 2010. augusztus 26. 20:45 CEST |

| Manchester City                | 2 – 0               | Timișoara |
| ------------------------------ | ------------------- | --------- |
| Wright-Phillips 43' Boyata 59' | (1 – 0) Jegyzőkönyv |           |

| City of Manchester Stadium, Manchester Játékvezető: Manuel De Sousa (portugál) |

Továbbjutott a Manchester City 3–0-s összesítéssel.

#### Csoportkör
| 2010. szeptember 16. 19:00 CEST |

| Red Bull Salzburg | 0 – 2               | Manchester City |
| ----------------- | ------------------- | --------------- |
|                   | (0 – 1) Jegyzőkönyv | Silva 8' Jô 63' |

| Red Bull Arena, Wals-Siezenheim Nézőszám: 25 100 Játékvezető: Georgios Daloukas (görög) |

| 2010. szeptember 30. 21:05 CEST |

| Manchester City | 1 – 1               | Juventus     |
| --------------- | ------------------- | ------------ |
| Johnson 37'     | (1 – 1) Jegyzőkönyv | Iaquinta 11' |

| City of Manchester Stadium, Manchester Nézőszám: 35 212 Játékvezető: Eduardo González (spanyol) |

| 2010. október 21. 21:05 CET |

| Manchester City      | 3 – 1               | Lech Poznań   |
| -------------------- | ------------------- | ------------- |
| Adebayor 13' 25' 73' | (2 – 0) Jegyzőkönyv | Tshibamba 50' |

| City of Manchester Stadium, Manchester Nézőszám: 33 383 Játékvezető: Alexandru Tudor (román) |

| 2010. november 4. 19:00 CET |

| Lech Poznań                          | 3 – 1               | Manchester City |
| ------------------------------------ | ------------------- | --------------- |
| Injac 30' Arboleda 86' Możdżeń 90+1' | (1 – 0) Jegyzőkönyv | Adebayor 51'    |

| Stadion Miejski, Poznań Nézőszám: 42 000 Játékvezető: Pieter Vink (holland) |

| 2010. december 1. 21:05 CET |

| Manchester City               | 3 – 0               | Red Bull Salzburg |
| ----------------------------- | ------------------- | ----------------- |
| Balotelli 18' 65' Johnson 78' | (1 – 0) Jegyzőkönyv |                   |

| City of Manchester Stadium, Manchester Nézőszám: 37 552 Játékvezető: Libor Kovařík (cseh) |

| 2010. december 16. 19:00 CET |

| Juventus      | 1 – 1               | Manchester City |
| ------------- | ------------------- | --------------- |
| Giannetti 43' | (1 – 0) Jegyzőkönyv | Jô 77'          |

| Olimpiai Stadion, Torino Nézőszám: 6992 Játékvezető: Vad István (magyar) |

| Csapat            | M | Gy | D | V | Rg | Kg | Gk | P  |
| ----------------- | - | -- | - | - | -- | -- | -- | -- |
| Manchester City   | 6 | 3  | 2 | 1 | 11 | 6  | +5 | 11 |
| Lech Poznań       | 6 | 3  | 2 | 1 | 11 | 8  | +3 | 11 |
| Juventus          | 6 | 0  | 6 | 0 | 7  | 7  | 0  | 6  |
| Red Bull Salzburg | 6 | 0  | 2 | 4 | 1  | 9  | –8 | 2  |

Csoportjából a Manchester City 1. helyen jutott tovább.

#### Egyenes kieséses szakasz
| 2011. február 15. 18:00 CET Legjobb 32 között |

| Árisz | 0 – 0               | Manchester City |
| ----- | ------------------- | --------------- |
|       | (0 – 0) Jegyzőkönyv |                 |

| Kleánthisz Vikelídisz Stadion, Szaloniki Játékvezető: Alberto Mallenco (spanyol) |

| 2011. február 24. 21:05 CET Legjobb 32 között |

| Manchester City           | 3 – 0               | Árisz |
| ------------------------- | ------------------- | ----- |
| Džeko 7' 12' Y. Touré 75' | (2 – 0) Jegyzőkönyv |       |

| City of Manchester Stadium, Manchester Játékvezető: Pavel Královec (cseh) |

Továbbjutott a Manchester City 3–0-s összesítéssel.
| 2011. március 10. 21:00 CET Nyolcaddöntő |

| Dinamo Kijev              | 2 – 0               | Manchester City |
| ------------------------- | ------------------- | --------------- |
| Sevcsenko 25' Huszjev 77' | (1 – 0) Jegyzőkönyv |                 |

| Dinamo Stadion, Kijev Játékvezető: Florian Meyer (német) |

| 2011. március 17. 19:00 CET Nyolcaddöntő |

| Manchester City | 1 – 0               | Dinamo Kijev |
| --------------- | ------------------- | ------------ |
| Kolarov 39'     | (1 – 0) Jegyzőkönyv |              |

| City of Manchester Stadium, Manchester Játékvezető: Cüneyt Çakır (török) |

Továbbjutott a Dinamo Kijev 2–1-es összesítéssel.

## Statisztika

### Gólszerzők
| Rang     | Játékos               | Premier League | FA-kupa | Ligakupa | Európa-liga | Összesen |
| -------- | --------------------- | -------------- | ------- | -------- | ----------- | -------- |
| 1        | Carlos Tévez          | 20             | 3       | 0        | 0           | 23       |
| 2        | Yaya Touré            | 7              | 3       | 0        | 1           | 11       |
| 3        | Mario Balotelli       | 6              | 1       | 0        | 3           | 10       |
| 4        | Adam Johnson          | 4              | 1       | 0        | 2           | 7        |
| 5        | Edin Džeko            | 2              | 2       | 0        | 2           | 6        |
| 5        | David Silva           | 4              | 1       | 0        | 1           | 6        |
| 7        | Emmanuel Adebayor     | 1              | 0       | 0        | 4           | 5        |
| 7        | Patrick Vieira        | 2              | 3       | 0        | 0           | 5        |
| 9        | Jô                    | 0              | 0       | 1        | 2           | 3        |
| 9        | Aleksandar Kolarov    | 1              | 1       | 0        | 1           | 3        |
| 9        | Joleon Lescott        | 3              | 0       | 0        | 0           | 3        |
| 9        | Micah Richards        | 1              | 2       | 0        | 0           | 3        |
| 13       | Gareth Barry          | 2              | 0       | 0        | 0           | 2        |
| 13       | Pablo Zabaleta        | 2              | 0       | 0        | 0           | 2        |
| 15       | Dedryck Boyata        | 0              | 0       | 0        | 1           | 1        |
| 15       | Nigel de Jong         | 1              | 0       | 0        | 0           | 1        |
| 15       | James Milner          | 0              | 1       | 0        | 0           | 1        |
| 15       | Kolo Touré            | 1              | 0       | 0        | 0           | 1        |
| 15       | Shaun Wright-Phillips | 0              | 0       | 0        | 1           | 1        |
| Öngól    | Öngól                 | 3              | 0       | 0        | 0           | 3        |
| Összesen | Összesen              | 60             | 18      | 1        | 18          | 97       |